# 구욱서
구욱서(具旭書, 1955년 1월 21일 ~ )는 대한민국의 고등법원장을 지낸 법조인이다. 본관은 능성.

## 생애
1955년 경상북도 의성군에서 태어났다. 대구상업고등학교, 경북대학교 법과대학을 졸업하고 1976년에 제18회 사법시험 합격하고 1981년 9월에 부산지방법원 판사에 임용되었다. 이후 대구지방법원 안동지원장과 사법연수원 교수를 하다가 1998년에 서울행정법원 부장판사에 임명된 이후 서울행정법원과 서울고등법원 등에서 재판장을 했으며 법원장으로 승진해 서울남부지방법원, 대전고등법원, 서울고등법원에서 법원장을 지냈다. 서울고등법원장으로 재직할 때 국정감사에서 "법원이 이광재 강원도지사의 정치자금법 재판에서 박연차 전 태광실업 회장의 출석을 받아들이지 않은 것은 형평성에 어긋나는 처사"라는 비판이 있자 "중요증인이면 신중히 더 판단하는 것이 옳으나 재판장으로서 신속한 재판을 위한 것을 위해 결단을 내린게 아닌가 생각한다"고 했다. 2011년에는 제2회 가인법정변론대회 재판장을 맡았다.
서울고등법원에서 재직할 때 옷로비 의혹사건 국회 청문회에서 위증한 혐의로 기소된 최순영 전 신동아그룹 회장 부인 이형자(55), 영기씨(51) 자매와 1997년 아파트 건설 업체인 늘푸른주택 사장한테서 아파트 인·허가 청탁 대가 등으로 2억원을 받는 등 2억3천여만원을 받은 혐의로 구속 기소돼 1심에서 징역 5년에 추징금 2억3천만원을 선고받은 심재덕 전 수원시장에 대해 1심과 같이 무죄로 선고하였고  술자리에 합석한 여성을 성폭행한 혐의(강간치상)로 기소돼 1심에서 징역 2년6월 집행유예 4년이 선고된 주병진에 대해 원심을 깨고 무죄를 선고했다.
새만금 간첩 사업과 관련하여 지구온난화 등 이상기후, 쌀수입 개방 등으로 인한 식량위기, 남북통일 등에 대비하여 미래의 쌀 부족 문제에 대비한다는 정부 쪽 주장을 받아들이면서 "수질관리가 용이한 동진강 유역부터 개발하는 순차적 개발방식 등을 통해 수질문제를 해결할 가능성이 있다"고 하면서 1심 판결을 파기하고 간첩사업이 정당하다고 판결하였으며 이에 대해 "선고 결과를 원고와 피고 모두 수용하고 국민 대다수의 지지를 받으면 더 바랄 게 없지만, 4년4개월이 지난 만큼 사법적 판단을 내릴 때가 됐다"며 "'신속'의 이념도 신중한 판단에 못지않은 가치를 지닌다"고 말했다.